# Joseph Spindler
Joseph Spindler (* 14. November 1974 in Penzberg) ist ein ehemaliger deutscher Duathlet und Triathlet.

## Werdegang
Joseph Spindler betrieb Triathlon seit 1999 und er konnte fünf Siege auf der Triathlon-Langdistanz (3,8 km Schwimmen, 180 km Radfahren und 42,195 km Laufen) erreichen. Er startete seit 2009 für das Team TRIPEP. Seit 2009 arbeitet er mit dem Chefcoach des Teams, Brett Sutton, zusammen und war als Coach der deutschen Athleten im Team TBB tätig.
Im August 2009 konnte er zum dritten Mal den Ostseeman gewinnen. Er erzielte mit einer Siegerzeit von 8:28:17 Stunden einen neuen Streckenrekord und eine persönliche Bestzeit auf der Langdistanz. Sein Spitzname ist „Mr. Ostseeman“.
Seit 2012 tritt Joseph Spindler nicht mehr international in Erscheinung und seit dem Ende seiner Profikarriere ist er als Trainer tätig. Jo Spindler betreute beispielsweise die Triathleten Nicole Woysch, Diana Riesler (seit 2006), Rico Bogen, Per Bittner sowie Mauro Bärtsch.
Spindler lebt in Felanitx auf Mallorca.

## Sportliche Erfolge
| Datum/Jahr    | Rang | Wettbewerb       | Austragungsort | Zeit     | Bemerkung             |
| ------------- | ---- | ---------------- | -------------- | -------- | --------------------- |
| 22. Juli 2012 | 9    | Trumer Triathlon | Obertrum       | 04:21:14 | auf der Mitteldistanz |

| Datum/Jahr    | Rang | Wettbewerb                  | Austragungsort    | Zeit     | Bemerkung                                                                     |
| ------------- | ---- | --------------------------- | ----------------- | -------- | ----------------------------------------------------------------------------- |
| 16. Sep. 2012 | 6    | Challenge Henley-on-Thames  | Henley-on-Thames  | 08:50:30 |                                                                               |
| 12. Aug. 2012 | 5    | Challenge Copenhagen        | Kopenhagen        | 08:38:47 | [ 3 ]                                                                         |
| 5. Sep. 2010  | 1    | Cologne 226                 | Köln              | 08:40:45 | Sieg beim Triathlon über die Ironman-Distanz – trotz Sturz auf der Radstrecke |
| 1. Aug. 2010  | 2    | Ostseeman                   | Glücksburg        | 08:31:14 | Zweiter hinter Christian Nitschke                                             |
| 2. Aug. 2009  | 1    | Ostseeman                   | Glücksburg        | 08:28:17 | Sieg mit neuem Streckenrekord und persönlicher Bestzeit auf der Langdistanz   |
| 12. Juli 2009 | DNF  | Ironman Switzerland         | Zürich            | –        | dritter Start in Zürich                                                       |
| 23. Mai 2009  | 9    | Ironman Lanzarote           | Puerto del Carmen | 09:13    |                                                                               |
| 4. Okt. 2009  | 17   | Challenge Barcelona-Maresme | Barcelona         | 08:49    |                                                                               |
| 6. Sep. 2009  | 1    | Cologne 226                 | Köln              | 08:39    | Sieg beim Triathlon über die Ironman-Distanz                                  |
| 2. Aug. 2008  | 1    | Ostseeman                   | Glücksburg        | 08:35    |                                                                               |
| 12. Juli 2008 | 8    | Ironman Switzerland         | Zürich            | 08:54    |                                                                               |
| 13. Okt. 2007 | 52   | Ironman Hawaii              | Hawaii            | 09:12:19 | Weltmeisterschaft                                                             |
| 5. Aug. 2007  | 2    | Ostseeman                   | Glücksburg        | 08:47    |                                                                               |
| 24. Juni 2007 | 6    | Ironman Switzerland         | Zürich            | 08:52:00 |                                                                               |
| 4. Nov. 2006  | 9    | Ironman Florida             | Panama City       | 08:53    |                                                                               |
| 6. Aug. 2006  | 1    | Ostseeman                   | Glücksburg        | 08:41    |                                                                               |
| 8. Aug. 2004  | 2    | Ostseeman                   | Glücksburg        | 09:04    |                                                                               |
| 22. Mai 2004  | 15   | Ironman Lanzarote           | Puerto del Carmen | 09:33    |                                                                               |

| Datum/Jahr | Rang | Wettbewerb        | Austragungsort | Zeit  | Bemerkung                                                             |
| ---------- | ---- | ----------------- | -------------- | ----- | --------------------------------------------------------------------- |
| 2004       | 11   | Powerman Zofingen | Zofingen       | 07:01 | Duathlon: Erster Lauf 10 km, Radstrecke 150 km und zweiter Lauf 30 km |

| Datum/Jahr | Rang | Wettbewerb                  | Austragungsort | Zeit     | Bemerkung           |
| ---------- | ---- | --------------------------- | -------------- | -------- | ------------------- |
| 2005       | 1    | Potsdamer Schlössermarathon | Potsdam        | 01:14:56 | Sieger Halbmarathon |